# جنگل (فیلم ۱۹۶۷)
«جنگل» (انگلیسی: The Jungle) یک فیلم کوتاه آمریکایی محصول ۱۹۶۷ است.